# Fokko Omta
Fokko Omta (Zuidhorn, 21 oktober 1910 – 6 augustus 1989) was een Nederlands burgemeester.
Hij werd geboren als zoon van Aldert Derk Omta (landbouwer) en Ebeltje Klazina Haverkamp. Hij was commandant van de Binnenlandse Strijdkrachten in Bierum en na de bevrijding 'regionaal-inspecteur der bewarings- en interneeringskampen in de provincies Groningen, Friesland en Drenthe'. Omta werd in januari 1946 burgemeester van Stedum en in april 1955 volgde benoeming tot burgemeester van  Wieringermeer. Hij zou die functie blijven uitoefenen tot zijn  pensionering in november 1975. Omta overleed in 1989 overleed op 78-jarige leeftijd.
Jannie van den Hul-Omta, een nichtje van hem, is Eerste Kamerlid geweest.